# حصار دورا أوروبوس
حصار دورا أوروبوس، هي معركة دارت في القرن الثالث الميلادي، بين الإمبراطورية الساسانية والإمبراطورية الرومانية، حيث هاجم الساسانيون المدينة الحصينة الواقعة على نهر الفرات (في سوريا حالياً). تعد دورا أوروبوس واحدة من أبرز المدن القديمة على أطراف الإمبراطورية الرومانية الشرقية، أسسها السلوقيون في القرن الثالث قبل الميلاد، ثم استولى عليها الرومان وجعلوها موقعًا عسكريًا استراتيجيًا هامًا يضم حامية متعددة الجنسيات.
تعرضت مدينتا نصيبين وقره في مقاطعة بلاد ما بين النهرين خلال حكم ماكسيمينوس ثراكس (الذي خلف آخر أباطرة سلالة سيفر) للحصار والاحتلال من قبل الساسانيين. شن الساسانيون في عام 239 م غزوة واسعة النطاق وفرضوا حصارًا على دورا أوروبوس بعد فترة هدوء دامت ثلاث إلى أربع سنوات إثر حملات ألكسندر سيفيروس عام 232.

## أحداث الحصار
استعمل الساسانيون أساليب عسكرية متقدمة بالنسبة لعصرهم، من بينها حفر الأنفاق تحت أسوار المدينة بهدف تقويضها، واستخدام أسلحة الحصار كالمنجنيقات والمقاليع. تشير الأدلة الأثرية إلى استخدام الساسانيين للغازات السامة في أحد الأنفاق، حيث عُثر على بقايا نحو 20 جنديًا رومانيًا قضوا اختناقًا نتيجة استنشاق غازات ناجمة عن إشعال خليط من الكبريت والبتومين، وهو أحد أقدم الأمثلة المعروفة على استخدام الحرب الكيميائية في التاريخ.

## النتائج
في النهاية، تمكن الساسانيون من اقتحام المدينة وتدميرها بالكامل، ولم تُعمر مجددًا بعدها. على الرغم من ذلك، بقيت المدينة محفوظة تحت الرمال بشكل استثنائي، مما سمح لعلماء الآثار في القرن العشرين بالكشف عن معالم حضارية متعددة الثقافات مثل أقدم كنيسة مسيحية معروفة، كنيس يهودي برسومات جدارية، إضافة إلى معابد رومانية ويونانية ومحلية.

## الأهمية التاريخية
يمثل حصار دورا أوروبوس لحظة مفصلية في الصراع الدائر بين الإمبراطورية الرومانية والساسانية على النفوذ في منطقة الشرق الأدنى. كما ساهمت الاكتشافات الأثرية في المدينة في توسيع فهم المؤرخين حول الحياة العسكرية والدينية والاجتماعية في تلك الحقبة.